# 太田神社 (茨木市)
太田神社（おおだじんじゃ/おおたじんじゃ）は、大阪府茨木市太田にある神社。式内社で、旧社格は村社。

## 祭神
現在の祭神は次の3柱。
- 天照皇大神
- 速素盞鳴尊
- 豊受皇大神

祭神の別説として、『神社覈録』では猿田彦大神、『摂陽群談』では伊勢・八幡・住吉の3神とする。また当地は『新撰姓氏録』に記載される「中臣大田連」の本貫地と見られることから、本来は中臣氏祖神の天児屋根命が祭神だったとする説もある。

## 歴史

### 創建

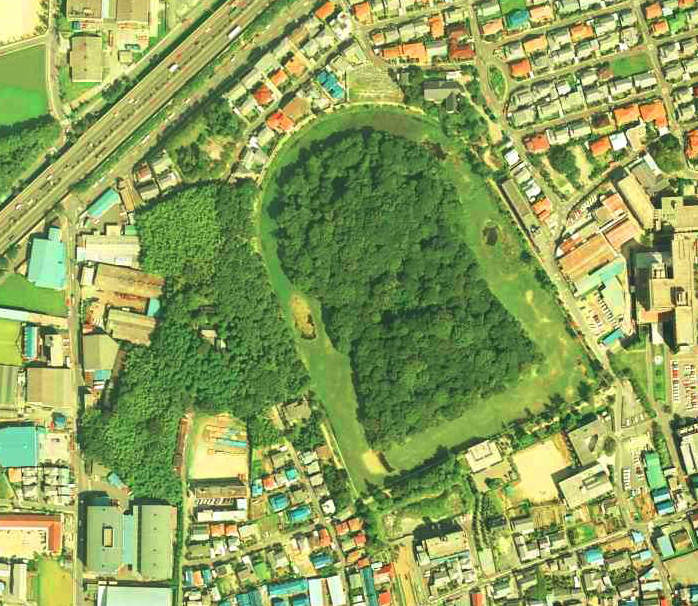
太田茶臼山古墳と境内
（古墳左側の社叢）。

創建は不詳。太田茶臼山古墳（継体天皇三島藍野陵）に隣接して鎮座しており、太田神社の創建以前から古墳は存在したと見られている。現在の考古学では真の継体天皇陵は北東の今城塚古墳とされており、太田茶臼山古墳の真の被葬者が誰かという問題も含め太田神社との関係が指摘される。
また、『新撰姓氏録』に記載される「中臣大田連」の本貫地と見られ、この中臣大田氏による祭祀の存在を指摘する説もある。『新撰姓氏録』では中臣大田連について「天児屋根命十三世孫の御身宿禰の後」と記載するが、これを『松尾社家系図』の「御身足尼命」（ただし十四世孫と記載）に比定し、その子の「太田彦命」が中臣大田連につながるという説も挙げられている。
そのほか、『播磨国風土記』揖保郡大田里条には「呉の勝（くれのすぐり）が韓国より紀伊国名草郡大田村に移り、分かれて摂津国三島賀美郡大田村に移った」という記述がある。当地は通説では島下郡の所属と見られ、三島賀美郡（島上郡）の記述には反するが、「勝（すぐり）」のカバネを有することから百済からの移住と考えられている。これより、三島に中臣氏が進出するにあたり、これらの「呉の勝」末裔と融合して中臣大田連が形成され、氏神として太田神社が創祀されたという説が提唱されている。

### 概史
延長5年（927年）成立の『延喜式』神名帳では摂津国島下郡に「太田神社 鍬靫」と記載され、式内社に列するとともに、祈年祭の際に朝廷から鍬・靫の奉献があったことを意味する。
明治5年（1872年）、近代社格制度において村社に列した。

## 境内

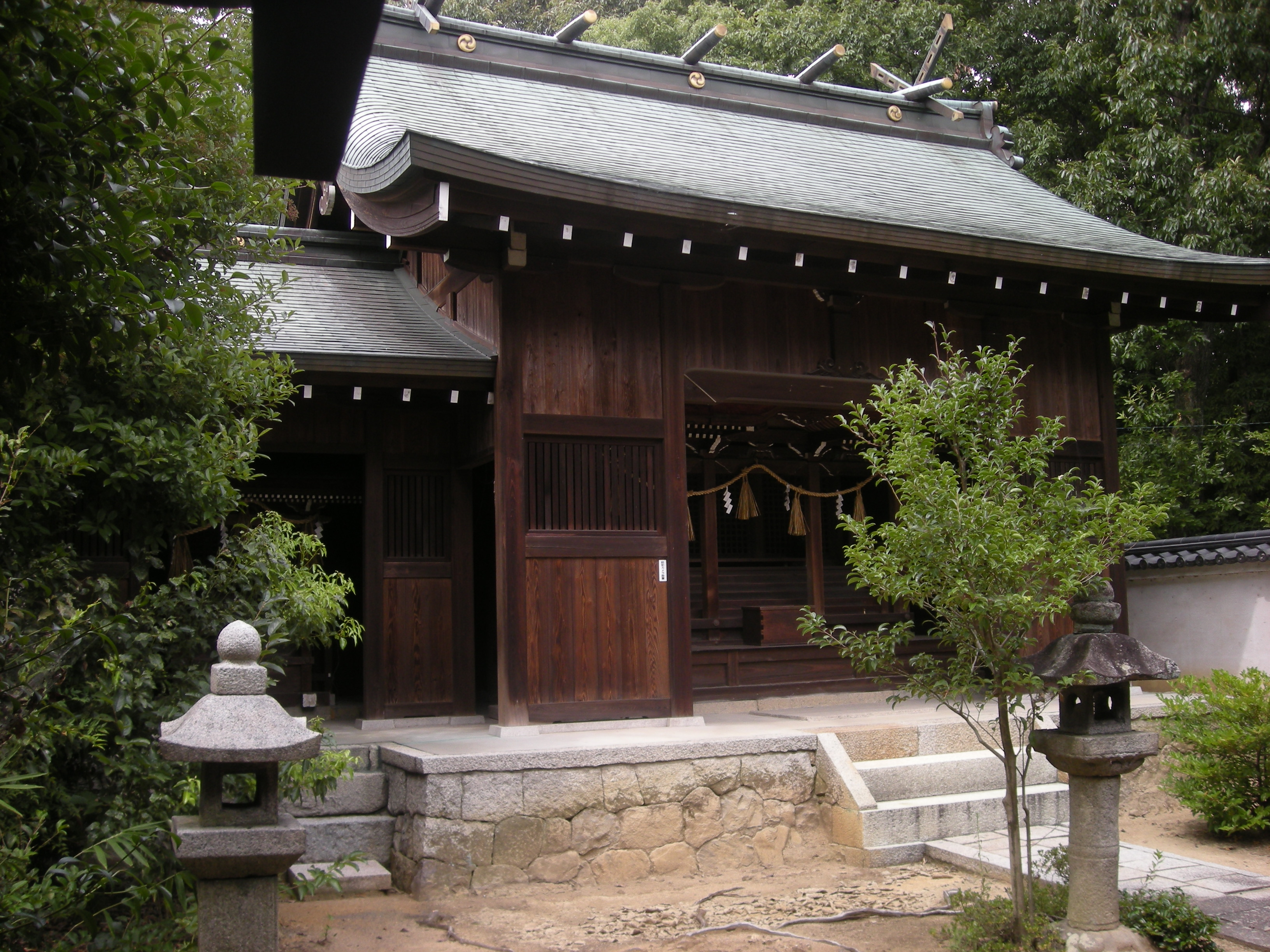
本殿（右） 左には天神社。
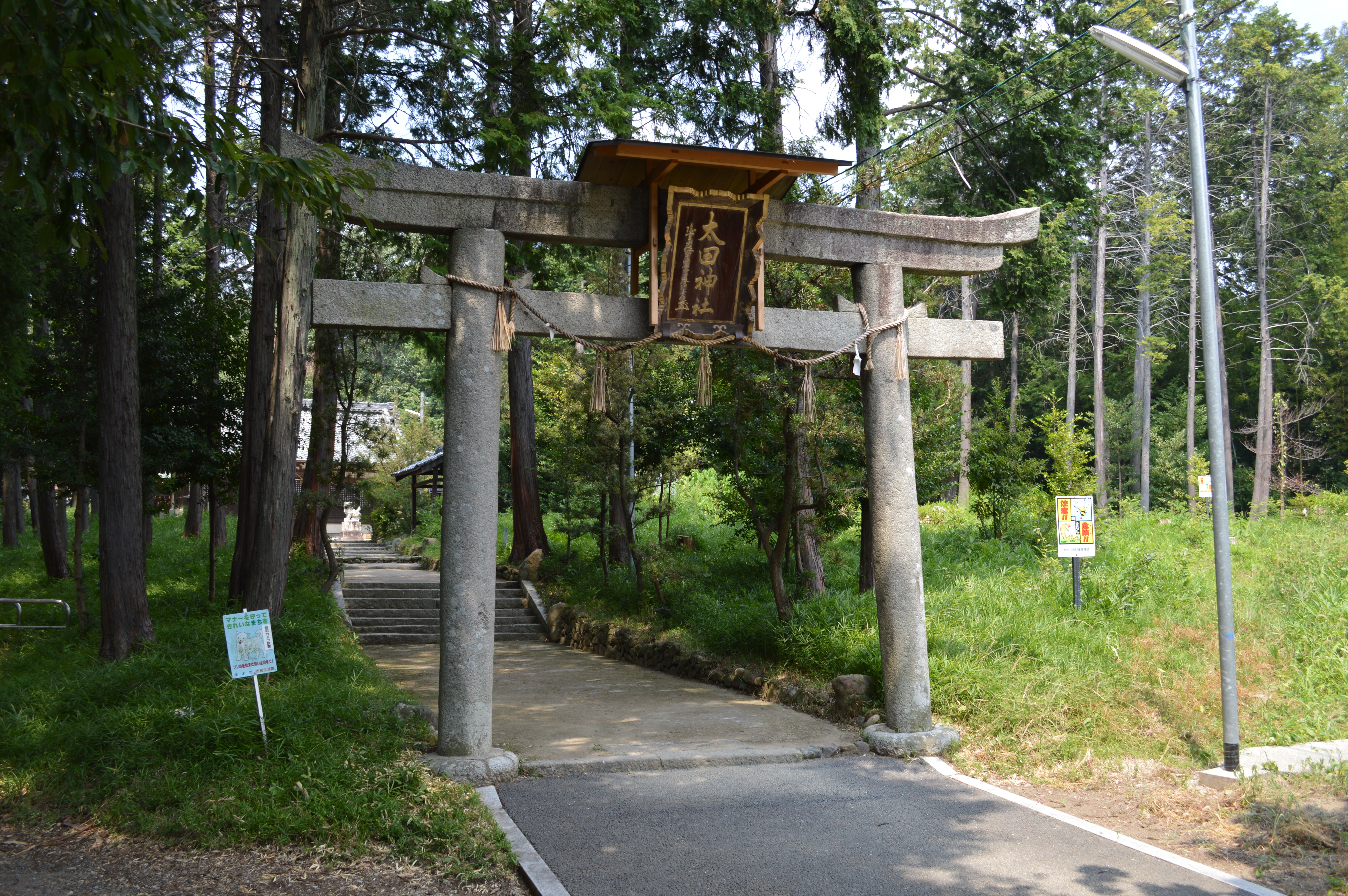
鳥居

## 摂末社

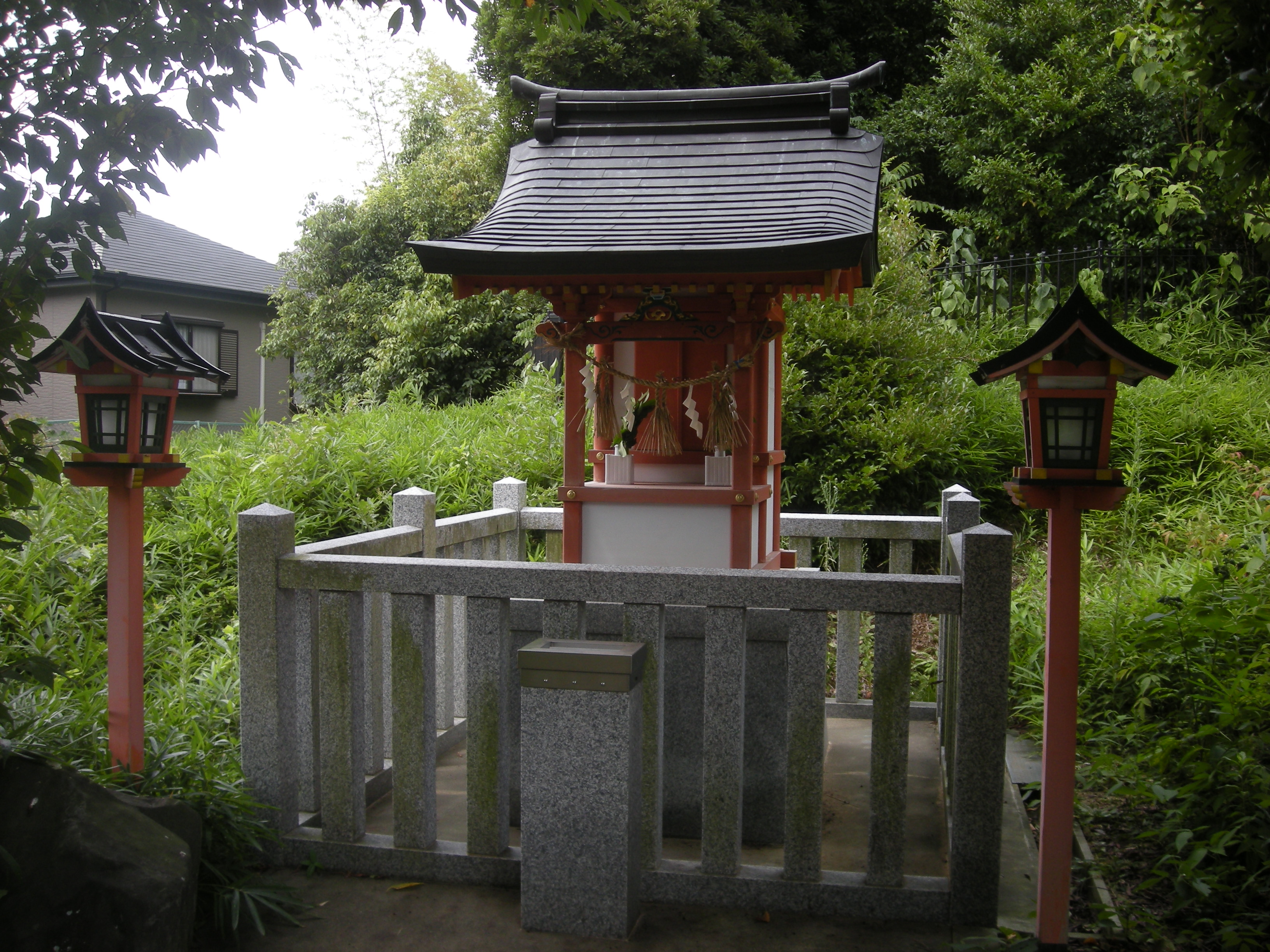
稲荷神社

- 天神社 - 祭神：少彦名命
- 稲荷神社 - 祭神：宇賀御魂神

## 現地情報
所在地
- 大阪府茨木市太田3丁目15-1

周辺
- 継体天皇 三嶋藍野陵（太田茶臼山古墳）